# Hasnaoua
Hasnaoua (în arabă حسناوة) este o comună din provincia Bordj-Bou-Arreridj, Algeria.
Populația comunei este de 19.485 de locuitori (2008).